# Луговой (Новосибирская область)
Луговой — посёлок в Краснозёрском районе Новосибирской области. Входит в состав Полойского сельсовета.

## География
Площадь посёлка — 44 гектара.

## История
Основан в 1920 году. В 1928 году состоял из 43 хозяйств. В административном отношении входил в состав Кулемского сельсовета Петропавловского района Каменского округа Сибирского края.

## Население
| 2002 | 2007 | 2010 |
| ---- | ---- | ---- |
| 213  | ↗214 | ↘145 |

По переписи 1926 г. в поселке проживало 284 человека, в том числе 143 мужчины и 141 женщина. Основное население — украинцы.

## Инфраструктура
В посёлке по данным на 2007 год функционирует 1 учреждение образования.